# Dahira pinratanai
Dahira pinratanai  es una polilla de la familia Sphingidae. Vuela en Tailandia y Vietnam